# Delosperma prasinum
Delosperma prasinum är en isörtsväxtart som beskrevs av L. Bol.. Delosperma prasinum ingår i släktet Delosperma, och familjen isörtsväxter. Inga underarter finns listade i Catalogue of Life.